# よしもとDAウー!
よしもとDAウー!（よしもとだうー）は、1990年4月2日から1997年4月4日まで、ラジオ大阪で放送されていたラジオ番組。
月曜日から土曜日、または金曜日まで毎日、放送されていた帯番組。番組名を略して「DAウー」（だうー）と呼んだ場合もあった。

## 概要
1990年4月改編を以って、当番組の前番組であった『ラジオ2丁目劇場』から吉本興業枠を引き継ぎ、リニューアルする形でスタート。ラジオ2丁目劇場の出演者は当時の吉本興業所属の若手芸人が中心だったが、当番組の初期はラジオ2丁目劇場から続投した9組（下の#出演者の節で詳述）にコメディNo.1（前田五郎、坂田利夫）、中田カウス・ボタン、池乃めだか、島木譲二、チャーリー浜、滝あきららベテラン勢を加え、各曜日若手勢とベテラン勢が融合するといった形で始まった。
そのベテラン勢は3年目の1992年には当番組を去り、同年10月改編時からはFUJIWARA、チュパチャップス、へびいちご、翌1993年4月改編時からはバッファロー吾郎、ナインティナイン、雨上がり決死隊が当番組に登場して吉本印天然素材の6組が揃い、そしてこの1993年4月からは「吉本印天然ラジオ」が副題に付いて「吉本印天然ラジオ よしもとDAウー!」が正式タイトルになり、ラジオ大阪の番組表においては天然素材の6組の名が各曜日の先頭に載るようになって、タイトル通り天然素材主導の番組になっていった。更に1995年4月改編時からは天然素材の弟分、フルーツ大統領の6組（COWCOW、ビリジアン、スキヤキ、シンドバット、おはよう。、ブラザース）が当番組に加入。末期の一年間はナインティナインを除く天然素材の5組とフルーツ大統領の6組が各曜日で共演する体制になっていた。
番組は主に各曜日とも、フリートークと曜日別コーナーで構成。本番組の名物コーナーの一つに、出場募集に応じた中から選ばれたリスナーと電話をつなぎ、出演者とじゃんけんで勝負して、勝ったら賞金が贈呈された「じゃんけんぽんDEウー！」があった。1991年度から1995年度まで5年間、近鉄バファローズナイターの放送の無いナイターオフ期には土曜日の放送が無くなる代わりに月曜～金曜各曜日の放送を1時間に拡大していた。
ナインティナインは当番組にレギュラー出演し出してから、ほどなくして東京進出を開始、一方で当番組のレギュラーも継続しており、岡村隆史は「東京でのイライラを『DAウー』で吐き出してた」と話していたことがある。なお、ナインティナインは本格的に活動拠点を東京に置くようになった1995年10月の改編時で当番組を降板している。

## 放送時間
- 月曜日 - 土曜日 21:30 - 22:00
  - 1990年4月2日 - 1991年9月／1992年4月 - 1992年9月／1993年4月 - 1993年9月／1994年4月 - 1994年9月／1995年4月 - 1995年9月
- 月曜日 - 金曜日 21:00 - 22:00
  - 1991年10月 - 1992年3月／1992年10月 - 1993年3月／1993年10月 - 1994年3月／1994年10月 - 1995年3月／1995年10月 - 1996年3月
- 月曜日 - 金曜日 21:30 - 22:00 （1996年4月 - 1997年4月4日）

## 出演者
※「1990年4月」の太字は前番組『ラジオ2丁目劇場』から続投。
| 期間                   | 月曜日                                              | 火曜日                                              | 水曜日                                          | 木曜日                                                | 金曜日                                  | 土曜日                                       |
| ---------------------- | --------------------------------------------------- | --------------------------------------------------- | ----------------------------------------------- | ----------------------------------------------------- | --------------------------------------- | -------------------------------------------- |
| 1990年4月 -            | 石田靖 ピンクダック 前田五郎                        | 非常階段 ココ 中田カウス・ボタン                    | どんきほ〜て 亀山房代 坂田利夫                  | 東野幸治 中西喜美恵 池乃めだか                        | 130R 島田珠代 島木譲二                  | 今田耕司 小高紀子 チャーリー浜               |
| 1990年10月 -           | どんきほ〜て ピンクダック 島木譲二                  | 東野幸治 島田珠代 芳賀絵己子 前田五郎               | 石田靖 ぜんじろう ココ 池乃めだか               | 今田耕司 中西喜美恵 中田ボタン                        | 非常階段 亀山房代 坂田利夫              | 130R 小高紀子 中田カウス                     |
| 1991年4月 -            | 石田靖 島田珠代 芳賀絵己子 吉田ヒロ                 | 130R 末成由美                                       | 今田耕司 中田ボタン 未知やすえ                  | 東野幸治 中西喜美恵 坂田利夫 滝あきら                 | 木村祐一 ピンクダック 小高紀子          | ぜんじろう ココ 中田カウス                   |
| 1991年10月 -           | ぜんじろう ピンクダック 小高紀子 坂田利夫           | 130R蔵野 木村祐一 未知やすえ 島木譲二               | 東野幸治 島田珠代 池乃めだか                    | 今田耕司 中西喜美恵 滝あきら 末成由美                 | 130R板尾 ココ ハイヒール・リンゴ        | 放送なし                                     |
| 1992年4月 -            | ハイヒール・リンゴ 小高紀子 しましまんず            | 130R板尾 非常階段ミヤコ ベイブルース                | ぜんじろう 島田珠代 ピーチパイ                  | 東野幸治 ソフィア・ローソン 辻本茂雄                  | 130R蔵野 未知やすえ 帯谷孝史            | 木村祐一 中西喜美恵 トゥナイト               |
| 1992年10月 -           | ハイヒール・リンゴ 木村祐一 島田珠代 FUJIWARA       | 東野幸治 トゥナイト しましまんず                    | 130R板尾 ソフィア・ローソン 辻本茂雄 未知やすえ | 長原成樹 きびのだんご 非常階段ミヤコ チュパチャップス | 130R蔵野 へびいちご 帯谷孝史 菅原かおり | 放送なし                                     |
| 1993年4月 -            | バッファロー吾郎 菅原かおり トゥナイト              | チュパチャップス ハイヒール・リンゴ トゥナイト      | へびいちご 久保朱美 きびのだんご トゥナイト     | ナインティナイン 非常階段ミヤコ トゥナイト            | 雨上がり決死隊 パリー木下 トゥナイト    | FUJIWARA 石野桜子 トゥナイト                 |
| 1993年10月 -           | チュパチャップス 非常階段ミヤコ へびいちご 久保朱美 | ナインティナイン パリー木下                         | バッファロー吾郎 石野桜子                       | FUJIWARA 菅原かおり きびのだんご                      | 雨上がり決死隊 ハイヒール・リンゴ       | 放送なし                                     |
| 1994年4月 -            | FUJIWARA 久保朱美                                   | ナインティナイン パリー木下                         | 雨上がり決死隊 きびのだんご 石野桜子            | バッファロー吾郎 非常階段ミヤコ                       | チュパチャップス 菅原かおり             | へびいちご ハイヒール・リンゴ                |
| 1994年10月 -           | 雨上がり決死隊 非常階段ミヤコ                       | チュパチャップス 石野桜子 へびいちご きびのだんご   | ナインティナイン パリー木下                     | バッファロー吾郎 ハイヒール・リンゴ                   | FUJIWARA 山田花子 菅原かおり            | 放送なし                                     |
| 1995年4月 -            | FUJIWARA ハイヒール・リンゴ スキヤキ                | バッファロー吾郎 きびのだんご 菅原かおり ブラザース | ナインティナイン パリー木下 おはよう。          | 雨上がり決死隊 山田花子 COWCOW                        | へびいちご 石野桜子 ビリジアン          | チュパチャップス 非常階段ミヤコ シンドバット |
| 1995年10月 -           | FUJIWARA 非常階段ミヤコ おはよう。                  | 雨上がり決死隊 パリー木下 ビリジアン                | バッファロー吾郎 山田花子 スキヤキ              | チュパチャップス きびのだんご ブラザース              | へびいちご シンドバット COWCOW          | 放送なし                                     |
| 1996年4月 -            | FUJIWARA COWCOW                                     | へびいちご スキヤキ ブラザース                      | バッファロー吾郎 シンドバット                   | チュパチャップス おはよう。                           | 雨上がり決死隊 ビリジアン               | 放送なし                                     |
| 1996年10月 - 1997年4月 | FUJIWARA COWCOW                                     | へびいちご スキヤキ ブラザース                      | バッファロー吾郎 シンドバット                   | チュパチャップス おはよう。                           | 雨上がり決死隊 ビリジアン               | 放送なし                                     |